# Ring 2 (Silkeborg)
 Denne artikel bør gennemlæses af en person med fagkendskab for at sikre den faglige korrekthed.

 For alternative betydninger, se Ring 2. (Se også artikler, som begynder med Ring 2)
Ring 2  er en tosporet ringvej der går rundt om Silkeborg. 
Vejen er med til at hjælpe med afviklingen af trafikken til og fra Silkeborg, så byen ikke bliver belastet af for meget gennemkørende trafik.
Vejen forbinder  Søndre Ringvej i vest med Silkeborgmotorvejen i øst og har forbindelse til Nordskovvej, Århusvej, Silkeborgmotorvejen,  Nordre Ringvej, Søndre Ringvej, Frederiksberggade og ender i Nordskovvej igen. 